# The Tale of the Princess Kaguya
The Tale of the Princess Kaguya (かぐや姫の物語, Kaguyahime no Monogatari), in Vlaanderen ook uitgebracht als Het verhaal van prinses Kaguya, is een Japanse anime-film uit 2013 onder regie van Isao Takahata, gebaseerd op het Japanse sprookje De maanprinses. 

## Verhaal
Een kinderloze oude bamboeverzamelaar vindt een schijnende bamboestok. Hij snijdt deze open en vindt erin een baby die zo groot is als zijn duim. Hij en zijn vrouw besluiten het meisje samen groot te brengen. Ze noemen haar Kaguya-hime. Vanaf dit moment begint de verzamelaar ook brokjes goud aan te treffen in de bamboe en al snel worden hij en zijn vrouw rijk.
Als de mysterieuze Kaguya eenmaal volwassen is willen veel mannen haar trouwen vanwege haar legendarische schoonheid. Aan vijf prinsen geeft ze een opdracht met de belofte dat ze zal trouwen met de man die de opdracht zal uitvoeren. Ze moeten allemaal een heilig of mythologisch voorwerp zoeken en naar haar toe brengen. Geen van de vijf lukt het zijn opdracht met succes uit te voeren.
Kaguya heeft een geheim en elke keer als ze de Maan ziet begint ze te huilen. Ze vertelt haar adoptieouders dat ze ooit op de Maan leefde maar tijdelijk naar de Aarde was gestuurd. Uiteindelijk verkiest ze om terug naar de Maan te reizen.

## Stemverdeling
- Aki Asakura als Kaguyahime
- Kengo Kora als Sutemaru
- Takeo Chii als Sanuki no Miyatsuko,
- Nobuko Miyamoto als Ōna
- Atsuko Takahata als Lady Sagami
- Tomoko Tabata als Menowarawa
- Tatekawa Shinosuke als Inbe no Akita
- Takaya Kamikawa als Prins Ishitsukuri
- Isao Hashizume als Prins Kuramochi

## Prijzen en nominaties
De film ontving 6 filmprijzen en 19 nominaties, de belangrijkste:
| Jaar | Prijs                                       | Categorie                | Uitslag     |
| ---- | ------------------------------------------- | ------------------------ | ----------- |
| 2015 | Oscar                                       | Beste lange animatiefilm | Genomineerd |
| 2015 | Toronto Film Critics Association Awards     | Beste animatiefilm       | Gewonnen    |
| 2014 | Asia Pacific Screen Awards                  | Beste animatiefilm       | Gewonnen    |
| 2014 | Boston Society of Film Critics Awards       | Beste animatiefilm       | Gewonnen    |
| 2014 | Los Angeles Film Critics Association Awards | Beste animatie           | Gewonnen    |
| 2014 | Mill Valley Film Festival                   | Beste animatiefilm       | Gewonnen    |